# Loren L. Coleman
Loren L. Coleman (* 1968 in Longview, Washington) ist ein US-amerikanischer Autor, vor allem von Science-Fiction-Literatur.
Er graduierte 1986 in Longview an der R. A. Long High School.
Bekannt wurde er durch seine Arbeiten für die Buchreihen von Battletech, Crimson Skies, Shadowrun und Star Trek. 2014 wurde er in die Hall of Fame des Origins Award aufgenommen.

## Bibliografie

### Battletech
Battletech-Romanserie
- 31 Double-Blind (1997)
  - Deutsch: Blindpartie. Übersetzt von Reinhold H. Mai. Heyne SF & F #5886, 1998, ISBN 3-453-12654-8.
- 32 Binding Force (1997)
  - Deutsch: Loyal zu Liao. Übersetzt von Silvia Jettkant. Heyne SF & F #5893, 1998, ISBN 3-453-12676-9.
- 44 Threads of Ambition (1999)
  - Deutsch: Gefährlicher Ehrgeiz. Übersetzt von Reinhold H. Mai. Heyne SF & F #6245, 2000, ISBN 3-453-15670-6.
- 45 The Killing Fields (1999)
  - Deutsch: Die Natur des Kriegers. Übersetzt von Reinhold H. Mai. Heyne SF & F #6246, 2000, ISBN 3-453-16185-8.
- 47 Illusions of Victory (2000)
  - Deutsch: Trügerische Siege. Übersetzt von Reinhold H. Mai. Heyne SF & F #6248, 2001, ISBN 3-453-17100-4.
- 50 Flashpoint (2001)
  - Deutsch: Flammen der Revolte. Übersetzt von Reinhold H. Mai. Heyne SF & F #6254, 2002, ISBN 3-453-19681-3.
- 52 Patriots and Tyrants (2001)
  - Deutsch: Gezeiten der Macht. Übersetzt von Reinhold H. Mai. Heyne SF & F #6249, 2001, ISBN 3-453-17116-0.
- 54 Storms of Fate (2002)
  - Deutsch: Stürme des Schicksals. Übersetzt von Reinhold H. Mai. Heyne SF & F #6259, 2003, ISBN 3-453-87054-9.
- 56 Endgame (2002)
  - Deutsch: Finale. Übersetzt von Reinhold H. Mai. Heyne SF & F #6261, 2003, ISBN 3-453-87073-5.

MechWarrior Dark Age
- 2 A Call to Arms (2003)
  - Deutsch: Der Kampf beginnt. Übersetzt von Reinhold H. Mai. Heyne SF&F #6272, 2003, ISBN 3-453-87543-5.
- 7 By Temptations and by War (2003)
  - Deutsch: Gezeiten des Krieges. Übersetzt von Reinhold H. Mai. Heyne, München 2005, ISBN 3-453-52091-2.
- 11 Blood of the Isle (2004)
  - Deutsch: Bis zum letzten Mann. Übersetzt von Reinhold H. Mai. Heyne, München 2006, ISBN 3-453-52182-X.
- 15 Sword of Sedition (2005; auch: Sword of Sedition)
  - Deutsch: Schwert des Aufruhrs. Übersetzt von Reinhold H. Mai. Heyne, München 2007, ISBN 978-3-453-52287-9.
- 18 Fortress Republic (2005; als Loren Coleman)
  - Deutsch: Festung Republik. Übersetzt von Reinhold H. Mai. Ulisses Spiele, Waldems-Steinfischbach 2012, ISBN 978-3-86889-163-8.

Battletech Field Manual
- Capellan Confederation (2000)

BattleTech-Kurzromane und -erzählungen
- Angry Voices In The Dark (2011)
- Blood Price (2011)
- By The Numbers (2011)
- A Face Full of Blades (2011)
- Job Security (2011)
- Scars (2011)
- Stalking The Legends (2011)
- Trial Under Fire (2011)

Battletech-Anthologien (als Herausgeber)
- 1 The Corps (2008)
- 2 First Strike (2010)

Kurzgeschichten
- Binding Force (1997, in: Loren L. Coleman: Double-Blind)
- Art of the Deal (2008, in: Loren L. Coleman: The Corps)
- Destiny’s Call (2008, in: Loren L. Coleman: The Corps)
- Destiny’s Challenge (2008, in: Loren L. Coleman: The Corps)
- A Race to the End (2008, in: Loren L. Coleman: The Corps)
- Gravity Poisoning (2010, in: Loren L. Coleman: First Strike)

### Weitere Serien und Zyklen
Crimson Skies – Crimson SkiesWings of Justice (Romane)
- 1 Rogue Flyer (2000)
  - Deutsch: Himmelsstürmer. Übersetzt von Reinhold H. Mai. Heyne SF & F #6701, 2000, ISBN 3-453-17929-3.
- 3 Falcon’s Prey (2001)

Age of Conan – Legends of Kern / Die Legenden von Conan
- 1 Blood of Wolves (2005)
  - Deutsch: Das Blut der Wölfe. Übersetzt von Andreas Decker. Heyne SF & F #52162, 2007, ISBN 978-3-453-52162-9.
- 2 Cimmerian Rage (2005)
  - Deutsch: Die Rache der Cimmerier. Übersetzt von Andreas Decker. Heyne SF & F #52163, 2007, ISBN 978-3-453-52163-6.
- 3 Songs of Victory (2005)
  - Deutsch: Das Lied der Sieger. Übersetzt von Andreas Decker. Heyne SF & F #52164, 2008, ISBN 978-3-453-52164-3.

The ICAS Files (Kurzgeschichten)
- Cold Dead Fingers (2007, in: John Helfers und Martin H. Greenberg (Hrsg.): Man vs. Machine)
- Shores of the Infinite (2012, in: Kevin J. Anderson (Hrsg.): Five by Five)

### Romane
- Bloodlines (Magic: The Gathering-Tie-in, Artifacts Cycle #4, 1999)
- Into the Maelstrom (Vor – The Maelstrom #1, 1999)
- The Demon (Star Trek: Starfleet Corps of Engineers #35, 2003; mit Randall N. Bills)
- Army Issues (2011)

### Kurzgeschichten
1996:
- Notes to an Historian (1996, in: Jerry Oltion (Hrsg.): Buried Treasures: An Anthology of Unpublished Pulphouse Stories)

1999:
- A Song Out of Darkness (Magic: The Gathering-Tie-in, 1999, in: Jess Lebow (Hrsg.): The Colors of Magic: Anthology)
- Manhattan Mayhem (1999, in: Spicy! Air Tales, Volume Two)
  - Deutsch: Heiße Tage in Manhattan. Übersetzt von Reinhold H. Mai. In: Loren L. Coleman, Michael A. Stackpole und Robert E. Vardeman (Hrsg.): Der große Heliumkrieg. Fantasy Productions Phoenix #10563, 2001, ISBN 3-89064-563-1.

2000:
- Illusions of Victory (2000, in: Thomas S. Gressman (Hrsg.): Dagger Point)

2003:
- Elizabeth Shelby: All That Glistens … (2003, in: Peter David (Hrsg.): No Limits)
  - Deutsch: Elizabeth Shelby: Es ist nicht alles Gold. Übersetzt von Helga Parmiter und Claudia Kern. In: Peter David (Hrsg.): Grenzenlos. Cross Cult New Frontier #14, 2016, ISBN 978-3-86425-802-2.

2005:
- Present Perfect (2005, in: Denise Little (Hrsg.): Time After Time)

2006:
- Sisters of the Blade (2006, in: Denise Little (Hrsg.): Hags, Sirens, & Other Bad Girls of Fantasy)
- With Small Sharp Claws (2006, in: Jean Rabe und Brian M. Thomsen (Hrsg.): Furry Fantastic)
- Drink, Drank, Drunk (2006, in: Denise Little (Hrsg.): Cosmic Cocktails)

2007:
- Inside Job (2007, in: Rebecca Lickiss und Martin H. Greenberg (Hrsg.): The Future We Wish We Had)

2009:
- Stop Me If You’ve Heard this One (2009, in: Denise Little (Hrsg.): Swordplay)

2010:
- I Believe I’ll Have Another (2010, in: Carol Serling (Hrsg.): More Stories from the Twilight Zone)

2011:
- First Position And Falling (2011)
- Jupiter Falling (2011)
- Last Valley ’Til Home (2011)
- Stalking the Void (2011)
- There Will Be Gods (2011)

Anthologien
- Wizards, Inc. (2007; mit Martin H. Greenberg)
- Crime Spells (2009; mit Martin H. Greenberg)